# Melinia
Melinia là chi thực vật có hoa trong họ Apocynaceae.